# Mihai Racoviță
Mihai ou Mihail Racoviță, en français Michel Racovitza (en allemand et polonais Rakowitza) est né en 1660 et mort en 1744. Il règne en Moldavie de 1703 à 1705, de 1707 à 1709 et de 1716 à 1726, ainsi qu'en Valachie de 1730 à 1731 et de 1741 à 1744. La monarchie était élective dans les principautés roumaines de Moldavie et de Valachie, comme en Transylvanie et en Pologne voisines. Le souverain (voïvode, hospodar ou domnitor selon les époques et les sources) était élu par (et souvent parmi) les boyards, puis agréé par les Ottomans : pour être nommé, régner et se maintenir, il s'appuyait sur les partis de boyards et fréquemment sur les puissances voisines, habsbourgeoise, polonaise, russe et surtout turque, car jusqu'en 1859 les deux principautés étaient vassales et tributaires de la « Sublime Porte ».

## Origine familiale
Michel Racovitza est issu d’une famille de boyards moldaves dont le représentant le plus connu est le naturaliste et explorateur antarctique des XIXe et XXe siècles, Émile Racovitza. Racoviță est le nom de leur domaine ;  le nom d’origine de la famille était Cehan. Il est le fils de Ion Racoviță (mort en juin 1688) et d’Anastasie Cantacuzène, fille de Thomas Cantacuzène, frère cadet de Constantin Cantacuzène et Mare Vornic (faisant office de Premier ministre et garde des sceaux) en 1638, puis Mare Stolnic (faisant office de ministre de la Justice et de chef de la maison princière) en 1644.
Son père avait exercé pendant une trentaine d’années de nombreuses charges à la cour moldave. Par son mariage, il était entré dans l’alliance de la puissante famille phanariote des Cantacuzènes qui dominait à cette époque la vie politique des deux principautés roumaines. 
Le frère aîné de Michel, Dimitrie, était marié avec Ilinca Cantacuzène, fille de Michel Canatacuzène ou Mihai Cantacuzino (1640-1716, Mare Spãtar (chef des armées) de Valachie, et sa sœur Ecaterina avait épousé Iordache Cantacuzène-Deleanu, Mare Logofãt (grand chancelier) de Moldavie. 
Bien que d’origine autochtone roumaine, la forte hellénisation de la famille Racoviță et surtout les conditions dans lesquelles Michel règne dans les principautés, le font considérer comme un prince phanariote.

## Règnes en Moldavie et en Valachie
Il fut élevé au trône de Moldavie de septembre 1703 par l’influence de la famille Cantacuzène qui venait d’obtenir la destitution de Constantin Duca, gendre de Constantin II Brâncoveanu.
Le 23 février 1705 il est remplacé par son ex beau-frère, l’ancien prince Antioch Cantemir fils aîné de Constantin Cantemir qui retrouve son trône pendant deux ans. Après la seconde destitution d’Antioch Cantemir il est de nouveau porté au trône le 31 juillet 1707.
Le 28 octobre 1709 il est destitué par les Ottomans, convaincus par Constantin II Brâncoveanu qu’il était un agent d’influence de la Russie. Michel Racoviță est d’abord emprisonné à Constantinople puis assigné à résidence dans la capitale ottomane. Les Turcs se convainquent cependant de sa fiabilité et, le 5 janvier 1716, après l’élimination définitive de la famille Cantacuzène du pouvoir, il est de nouveau porté au trône de Moldavie en remplacement de Nicolas Mavrocordato promu à celui de Valachie. Lors de la Guerre vénéto-austro-ottomane il doit faire appel aux Tatars de Crimée pour repousser l’invasion autrichienne, mais ces alliés n’en mettent pas moins la Moldavie au pillage.
Michel Racovitza est destitué en octobre 1726 en faveur de son rival Grigore II Ghica qui commence alors sa « carrière » d’hospodar de Moldavie. 
En octobre 1730, Michel Racovitza est nommé en Valachie à la place de Constantin Mavrocordato pourtant élu par les boyards à la place de son défunt père, mais que la « Sublime Porte » avait refusé d’agréer. Démis après un règne d’un an, il est de nouveau appelé à remplacer Constantin Mavrocordato de septembre 1741 à juillet 1744.

## Unions et descendance
Michel Racovitza épousa d’abord : 
1. en 1690, Safta Cantemir, une fille du prince Constantin Cantemir dont il n’eut pas de descendance.
2. Ana Codreanu dont il eut :

- Constantin Racoviță (1699-1764) Hospodar de Moldavie et de Valachie.
- Mihai Racoviță né en 1710, Grand Drogman de 1769 à 1770, qui refuse le trône de Moldavie. Il vécut jusqu’au 6/17 octobre 1770 (selon les calendriers, julien/grégorien).
- Anastasia (1713 - 1758), épouse de Scarlat Ghica de Moldavie fils du rival de son père.
- Ștefan Racoviță (né après 1713 - mort en 1782), Hospodar de Valachie.